# Ivan Milas
Ivan Milas, hrvaški politik in pravnik, * 18. oktober 1939, Zmijavci, 29. julij 2011, Zmijavci.
Med letoma 1992 in 1993 je bil podpredsednik Vlade Republike Hrvaške.